# 班哲希利公园

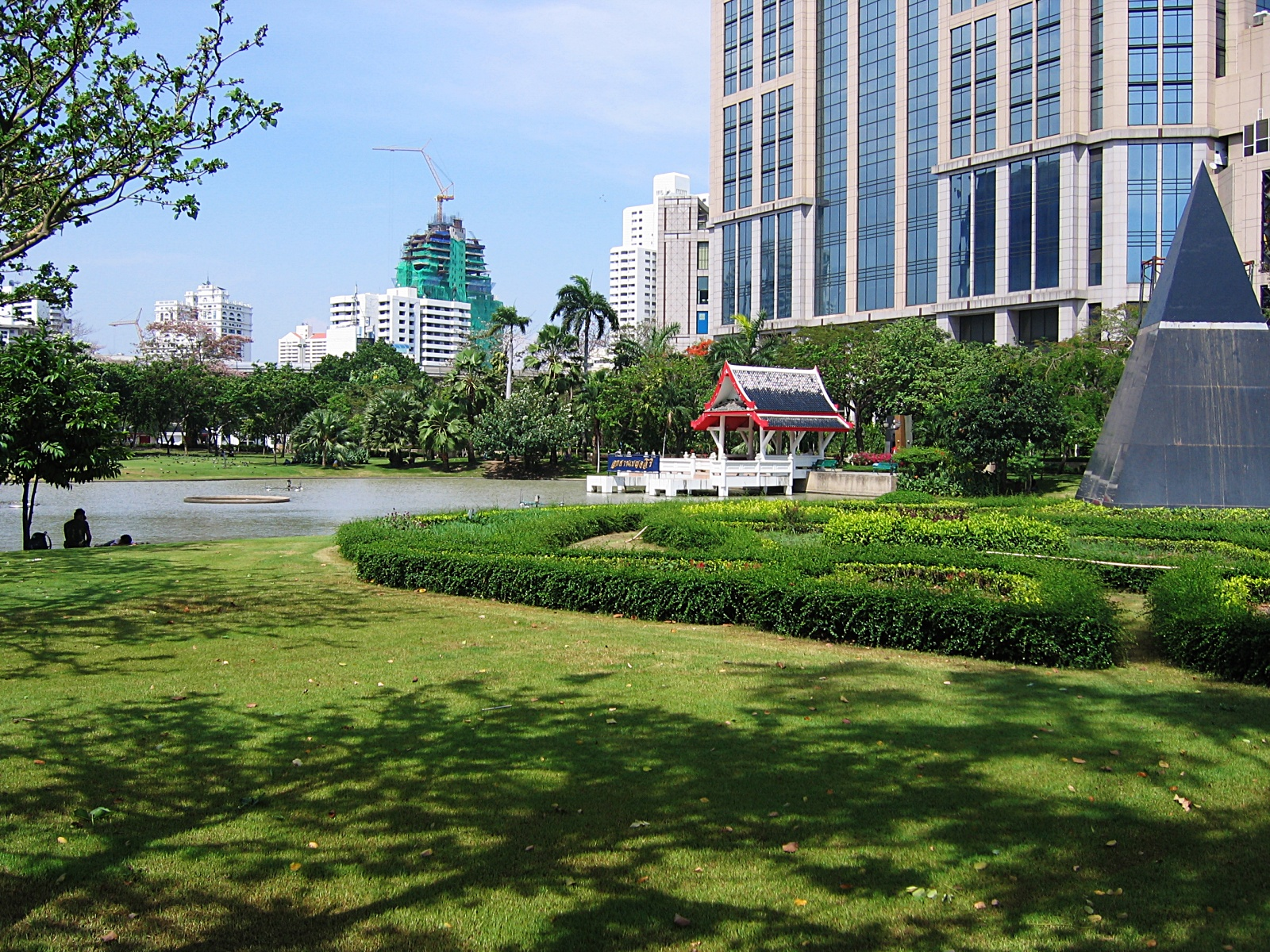
班哲希利公园

班哲希利公园（Benjasiri Park）亦称王后公园或诗丽吉王后公园，是泰国曼谷空堤縣素坤逸路上的一个公园，介于22巷与24巷之间，毗邻大商場購物中心及鵬蓬車站 （曼谷大眾運輸系統素坤逸线），面积11.6英畝（47,000平方），1992年8月12日开放，以庆祝诗丽吉王后六十寿辰。它于1990年开始建设，原为曼谷气象局所在地。“班哲希利”（สวนเบญจสิริ）泰语中意为“五福”、“五吉祥”。公园环绕一个人工湖而建，有12座泰国艺术家创作的现代雕塑，常用于露天活动。